# Fofo Cahuel
Aldea escolar Fofo Cahuel (conocida simplemente como Fofo Cahuel o Fofo-Cahuel) es una localidad argentina ubicada en el departamento Cushamen, provincia del Chubut. La localidad se ubica sobre la Ruta Provincial 35 a 36 km de Cushamen y posee un parque eólico.

## Toponimia
Fofo Cahuel viene de la expresión fofo kawell, «caballo tonto» en lengua mapuche, que a su vez se deriva de los términos castellanos «bobo» y «caballo».

## Historia
Azhabel P. Bell fue uno de los primeros colonos galeses que tuvieron la idea de la colonización de los valles precordilleranos. Para eso, en 1887, organizó una expedición y envió hombres que crearon este asentamiento con materiales y ganado. Luego adquirió 300 leguas, con las que formó la Compañía de Tierras del Sur con la que inició la venta de animales hacia Chile.

## Población
Contó con 67 habitantes (Indec, 2010) frente al censo anterior que contaba con 101 habitantes (Indec, 2001), de los cuales 59 eran mujeres y 42 eran varones. La mayoría de la población habita en el poblado por trabajo.

El censo 2022 registró una población de 5 habitantes que se repartieron entre 2 hombres y 3 mujeres. Sin embargo, las cifras obtenidas fueron estimativas solo teniendo en cuenta a la población en viviendas particulares; es decir, excluyendo del dato a la población institucional y las personas sin hogar. Gracias a este censo también fue posible conocer su densidad y tamaño urbano.
| Gráfica de evolución demográfica de Fofo Cahuel entre 2001 y 2022 |
|                                                                   |
| Fuente: Censos nacionales del INDEC                               |

## Geografía
El paraje se ubica a 632 m s. n. m., en plena meseta patagónica, a orillas del Arroyo Ñorquincó, cerca de su cruce con el río Chico y el río Chubut.